# Catani (Australia)
Catani è una cittadina dello Stato di Victoria, in Australia nella Contea di Cardinia.
Al censimento 2011, Catani e la zona rurale circostante aveva una popolazione di 265.
La città prende il nome dell'italiano Carlo Catani, un ingegnere civile che ha lavorato il prosciugamento della Palude di Koo-Wee-Rup. A Catani è stato presente un ufficio postale dal 1923 al 1981.